# Дегтярск (муниципальный округ)
Муниципальный округ Дегтя́рск — муниципальное образование в Свердловской области России, относится к Западному управленческому округу. 
Административный центр — город Дегтярск.
С точки зрения административно-территориального устройства области, муниципальный округ Дегтярск вместе с муниципальным округом Ревда находятся в границах административно-территориальной единицы города Ревды (соответствует категории города областного подчинения).

## География
Муниципальный округ Дегтярск расположен в южной части Свердловской области. Округ граничит:
- на западе и юге с муниципальным округом Ревда,
- на северо-востоке муниципальным образованием «город Екатеринбург» (по берегу Волчихинского водохранилища).

## История
В 1996 году город Дегтярск, а также посёлок Бережок и деревни Вязовая и Чусовая образовали муниципальное образование со статусом города, не вошедшее в состав Ревдинского района. 17 декабря 1996 года муниципальное образование было включено в областной реестр.
С 31 декабря 2004 года муниципальное образование город Дегтярск было наделено статусом городского округа.
С 1 января 2006 года муниципальное образование город Дегтярск было переименовано в городской округ Дегтярск.
С 1 января 2025 года городской округ Ревда был преобразован в муниципальный округ.

## Население
| 2010    | 2011    | 2012    | 2013    | 2014    | 2015    | 2016    |
| ------- | ------- | ------- | ------- | ------- | ------- | ------- |
| 15 567  | ↘15 555 | ↗15 712 | ↗15 875 | ↗15 965 | ↗16 031 | ↗16 123 |
| 2017    | 2018    | 2019    | 2020    | 2021    | 2023    |         |
| ↗16 188 | ↘16 051 | ↘15 873 | ↘15 678 | ↘15 572 | ↘15 134 |         |

## Состав муниципального округа
| № | Населённый пункт | Тип населённого пункта        | Население |
| - | ---------------- | ----------------------------- | --------- |
| 1 | Бережок          | посёлок                       | ↘45       |
| 2 | Вязовая          | посёлок                       | ↘0        |
| 3 | Дегтярск         | город, административный центр | ↘15 061   |
| 4 | Чусовая          | посёлок                       | ↘0        |

С точки зрения административно-территориального устройства области, все 4 населённых пункта муниципального округа Дегтярск входят в состав административно-территориальной единицы города Ревды.